# Domnarvsvallen
Il Domnarvsvallen è uno stadio di calcio situato a Borlänge, in Svezia.
L'impianto è stato aperto nel 1925, dunque nello stesso anno di nascita del Brage, il club che tradizionalmente disputa qui le proprie partite interne.
Nonostante la sua capienza attuale sia di 6 500 posti, il record di pubblico è di 14 206 spettatori. Esso risale al 17 ottobre 1965, quando il Brage ha incontrato il GAIS in una delle partite di spareggio valide per la partecipazione all'Allsvenskan 1966.
Nel corso degli anni '80, il Brage è riuscito a qualificarsi alla Coppa UEFA in due occasioni, precisamente nell'edizione 1982-1983 e in quella del 1988-1989. Nel primo caso, il Domnarvsvallen ha ospitato le partite contro i danesi del Lyngby e i tedeschi del Werder Brema al turno successivo, al termine del quale è giunta l'eliminazione. Il 5 ottobre 1988 invece è stata l'Inter a scendere in campo qui per i trentaduesimi di finale, con i nerazzurri che si sono imposti per 2-1, stesso risultato con cui era finita la gara di andata a San Siro.
Nel 2008 il precedente terreno in erba naturale è stato sostituito da uno in erba sintetica.
Nel 2009 lo stadio ha iniziato ad essere casa anche del Dalkurd, emergente squadra fondata da immigrati di origine curda che era stata appena promossa nella quarta serie nazionale. Lo stesso primo campionato trascorso qui si è concluso con una promozione. Il Dalkurd ha giocato al Domnarvsvallen fino al termine della stagione 2017 quando, in aperto contrasto con l'amministrazione comunale di Borlänge, ha lasciato la città per trasferirsi altrove (nonostante il club avesse appena conquistato la sua prima promozione in Allsvenskan e si apprestava dunque a debuttare nella massima serie).